# ماکسیم اوبرمکو
ماکسیم اوبرمکو (روسی: Максим Владимирович Оберемко؛ زادهٔ ۲۵ ژانویهٔ ۱۹۷۸) قایقران قایق بادبانی اهل اوکراین است.